# Шумейко, Вениамин Александрович
Вениамин Александрович Шумейко (2 февраля 1989) — киргизский футболист, защитник клуба «Мурас Юнайтед». Выступал за сборную Кыргызстана.

## Клубная карьера
На взрослом уровне начал выступать в 2006 году в составе молодёжной сборной Кыргызстана, игравшей тогда на правах клуба в высшей лиге. В 2007 году играл за команду «Кант-77», позднее стал представлять кантскую «Абдыш-Ату».
В 2012 году перешёл в ошский «Алай», с которым год спустя стал чемпионом и обладателем Кубка Кыргызстана. В начале 2014 года играл в составе «Алая» в Кубке АФК. В ходе сезона 2014 года вернулся в «Абдыш-Ату», затем выступал за бишкекскую «Алгу». В составе «Абдыш-Аты» бронзовый призёр чемпионата и обладатель Кубка Кыргызстана 2015 года.
С 2017 года играл в индийской I-Лиге за «Ченнай Сити». Дебютный матч сыграл 29 ноября 2017 ода против «Индиан Эрроуз», а первый гол забил 2 января 2018 года в ворота «Мохун Баган», принеся своей команде победу 2:1. Всего за сезон в индийской лиге сыграл 17 матчей и забил один гол.
С мая 2018 года выступает за клуб второго дивизиона Малайзии «УИТМ» (Шах Алам).

## Карьера в сборной
Дебютный матч за национальную сборную Кыргызстана сыграл 23 июля 2011 года против Узбекистана, проведя на поле все 90 минут. Всего в 2011—2014 годах принял участие в трёх матчах сборной. В дальнейшем продолжает вызываться в составе национальной команды, но по состоянию на январь 2019 года более не играл.

## Достижения
- Обладатель Кубка Кыргызстана: 2023